# Тушканчик-прыгун
Тушканчик-прыгун (лат. Allactaga sibirica) — тушканчик рода земляных зайцев.

## Описание
Тушканчик-прыгун является грызуном небольшого размера, 13-15 см в длину. Особенностью животного является относительно длинный хвост — от 19 до 22 см. На конце хвоста имеется плоская черно-белая кисточка, необходимая для координации при беге и являющаяся визуальным сигналом об опасности. Активен с вечерних сумерек до рассвета, период наибольшей активности — первая половина ночи.

## Распространение
Ареал охватывает, в основном, Сибирь и регионы Центральной Азии, включая территории Казахстана, Монголии, России, Киргизстана, Узбекистана, Туркменистана и Китая.
Тушканчик-прыгун преимущественно населяет кустарниковые степи и травянистые сообщества, и часто встречается в обычных степях, лесостепях, полупустынях и пустынях (глинистые и каменные). Может обитать на высоте до 3500 м над уровнем моря. Живет в норах, роя туннели.